# Platforma Doma mladih
Platforma Doma mladih (PDM) savez je udruga koji djeluje kao zagovaračka platforma za kulturu i udruge mladih na razini grada Splita.
Surađuje s Multimedijalnim kulturnim centrom, upraviteljem zgrade Doma mladih.

## Povijest
PDM djeluje od 2012. kao neformalna inicijativa koja zagovaranjem, osnaživanjem, istraživanjem i aktivizmom djeluje na razvoj izvaninstitucijske kulture i umjetnosti u polju mladih, a surađuje s nizom udruga i umjetničkih institucija koje djeluju u tim poljima. PDM je osnovalo 6 organizacija, a u međuvremenu broji 16 članica.
PDM od 2013. organizira godišnju manifestaciju Platformat.
Projekt uređenja Doma dobio je 2013. status regionalnog razvojnog projekta od Ministarstva regionalnog razvoja i fondova Europske unije.
Suradnja PDM i grada Splita je 2014. godine dobila prioritetni status u pilot-programu Nacionalne zaklade za razvoj civilnog društva Prostori (su)djelovanja. Projektom je izrađena dokumentacija za sredstva za infrastrukturne radove.
Od 2015. godine PDM je registriran kao savez udruga.  
Od 2018. do 2020. u trajanju od 24 mjeseca PDM realizira projekt Gradimo Dom zajedno.
Projektom Gradimo Dom zajedno otvoren je prostor Skateboard kluba Kolo unutar Doma mladih te je pokrenut portal Cooltura Split kao mrežni alat organizatorima događaja u kulturi.
PDM je od 2020. jedan od osnivača nacionalne Mreže društveno-kulturnih centara DKC-HR.

## Organizacije članice
Platformu Doma mladih čine organizacije civilnog društva iz područja suvremene kulture i umjetnosti i sektora mladih:
- Info zona
- Kino klub Split
- KLFM radio
- Kolektiv QueerANarchive
- Kulturno-umjetnička udruga Uzgon
- Mavena – 36 njezinih čuda
- Platforma 9.81
- Kolektiv Style Force
- Udruga mladih za promicanje aktivizma Aktivist
- Cirkus Kolektiv
- Pričigin
- Skateboard klub Kolo
- Udruga za suvemeni ples i pokret Tiramola
- Podzemno društvo/Underground Society
- Momentum
- Permakultura Dalmacije

## Vanjske poveznice
- Mrežna stranica Platforme Doma mladih
- Facebook